# Dendrobium bambusiforme
Dendrobium bambusiforme är en orkidéart som beskrevs av Rudolf Schlechter. Dendrobium bambusiforme ingår i släktet Dendrobium, och familjen orkidéer. Inga underarter finns listade i Catalogue of Life.